# Make It wit Chu
Make It wit Chu – ballada blues-rockowa amerykańskiego zespołu Queens of the Stone Age, wydana jako trzeci singel z piątego albumu studyjnego zatytułowanego Era Vulgaris. Mała płyta została wydana w październiku 2007 roku. Piosenka została nagrana w 2003 roku i znalazła się na albumie The Desert Sessions Volumes 9 & 10 muzycznego kolektywu The Desert Sessions. Utwór wówczas był zatytułowany „I Wanna Make It with Chu”, i pojawił się na koncertowym DVD Over the Years and Through the Wood, zanim została ponownie nagrana na potrzeby przyszłej płyty.
„Make It wit Chu” został ogłoszony singlem w newsletterze strony www.qotsa.de we wrześniu 2007 roku. Podczas nagród MTV Video Music Awards, które odbyły się 9 września w Las Vegas, piosenka została wykonana przez Josha Homme’a, Troya Van Leeuwena, Cee Lo Greena (jako wokalista) oraz Dave’a Grohla (na perkusji). Utwór znalazł się na 60. miejscu w zestawieniu najlepszych piosenek roku, przygotowanym przez Rolling Stone. Piosenka jest dostępna do zagrania w grze Guitar Hero 5.

## Teledysk
Teledysk został zrealizowany przez Rio Hackforda, został nakręcony w Joshua Tree. Na początku klipu Josh Homme jedzie do studia nagraniowego Rancho de la Luna. Następnie zespół rozkłada muzyczne instrumenty i wykonuje piosenkę. Ujęcia z nim są przeplatane ujęciami par, które się całują, albo rozmawiają. W teledysku solo gitarowe jest krótsze niż w wersji albumowej.

## Lista piosenek
CD
1. „Make It wit Chu” (wersja skrócona) – 3:48
2. „Needles in the Camel’s Eye” (cover Briana Eno) – 3:23
3. „White Wedding” (cover Billy’ego Idola) – 3:52
4. „Make It wit Chu” (wideo) – 3:48

7" (Europa, 1/2)
A. „Make It wit Chu” (wersja akustyczna)
B. „White Wedding” (cover Billy’ego Idola)
7" (Europa, 2/2)
A. „Make It wit Chu” – 4:50
B. „Needles in the Camel’s Eye” (cover Briana Eno) – 3:23